# 제브라 작전
제브라 작전(Ice Station Zebra)은 미국에서 제작된 존 스터지스 감독의 1968년 모험, 드라마, 스릴러 영화이다. 록 허드슨 등이 주연으로 출연하였고 마틴 랜소호프 등이 제작에 참여하였다.

## 출연

### 주연
- 록 허드슨
- 어네스트 보그나인
- 패트릭 맥구한
- 짐 브라운

### 조연
- 리 스탠리
- 토니 빌
- 로이드 놀런
- 알프 체린
- 제랄드 S. 오러프린
- 테드 하트리
- 머레이 로즈
- 론 마삭
- 셔우드 프라이스
- 조셉 버나드
- 존 오차드
- 윌리엄 오코넬
- 마이클 T. 미클러

## 제작진
- 원작자: 알리스테어 맥클린
- 협력프로듀서: 제임스 C. 플랫
- 미술: 조지 W. 데이비스
- 미술: 애디슨 허